# Kawanishi J3K
Kawanishi J3K (Експериментальний морський винищувач-перехоплювач «Тип 17-Сі B») — проєкт винищувача Імперського флоту Японії періоду Другої світової війни.

## Історія створення
На початку 1942 року фірма Kawanishi взялась за розробку двох типів одномісного винищувача-перехоплювача, який відповідно до технічного завдання «17-Сі B», мав протистояти новим американським винищувачам Grumman F6F Hellcat та Vought F4U Corsair.
Розробка першого з цих літаків розпочалась з власної ініціативи фірми. За основу був взятий проєкт поплавкового винищувача Kawanishi N1K.
Літак отримав позначення «Експериментальний морський винищувач-перехоплювач Тип «17-Сі B» (або J3K1). Це мав бути низькоплан, оснащений двигуном Nakajima Ha-43 (1700 к.с.), але згодом було вирішено використовувати двигун Mitsubishi MK9A (2200 к.с.). Озброєння мало складатись з двох 30-мм гармат та двох 13,2-мм кулеметів.
Але через завантаженість фірми, а також роботи з розробки перспективнішого N1K2-J роботи по проекту J3K були припинені. Більшість напрацюваннь фірми використовувались при розробці іншого перехоплювача Kawanishi J6K, який теж не був вдалий.

## Тактико-технічні характеристики

### Технічні характеристики
- Екіпаж: 1 чоловік
- Довжина: 10,12 м
- Розмах крил: 12,50 м
- Маса спорядженого: 4 370 кг
- Двигуни:  Mitsubishi MK9A
- Потужність: 2 200 к.с.

### Льотні характеристики
- Максимальна швидкість: 685 км/г
- Практична стеля: 10 800 м

### Озброєння
- Гарматне: 2 x 30-мм гармати
- Кулеметне: 2 x 13,2-мм кулемети